# Municipio de Benton (condado de Fremont)
El municipio de Benton (en inglés: Benton Township) es un municipio ubicado en el condado de Fremont en el estado estadounidense de Iowa. En el año 2010 tenía una población de 254 habitantes y una densidad poblacional de 2,15 personas por km².

## Geografía
El municipio de Benton se encuentra ubicado en las coordenadas 40°44′23″N 95°48′56″O / 40.73972, -95.81556. Según la Oficina del Censo de los Estados Unidos, el municipio tiene una superficie total de 118.39 km², de la cual 115 km² corresponden a tierra firme y (2,87 %) 3,39 km² es agua.

## Demografía
Según el censo de 2010, había 254 personas residiendo en el municipio de Benton. La densidad de población era de 2,15 hab./km². De los 254 habitantes, el municipio de Benton estaba compuesto por el 93,7 % blancos, el 0,39 % eran afroamericanos, el 0,79 % eran asiáticos, el 3,54 % eran de otras razas y el 1,57 % eran de una mezcla de razas. Del total de la población el 5,12 % eran hispanos o latinos de cualquier raza.